# Шен, Селин
Селин Шен (фр. Céline Scheen; 1976, Вервье) — бельгийская оперная певица, сопрано.

## Биография
Детство провела в Пломбьере. С пяти лет Селин участвовала вместе с родителями в репетициях местного церковного хора, которым руководил её отец. Изучала в консерватории Вервье игру на флейте и вокал, брала уроки у Анни Франц. 
В 1996 году Селин поступила в Королевскую консерваторию Монса (класс Марселя Вано). Затем Шен продолжила обучение в Брюссельской консерватории.
С 1994 по 1996 год Селин Шен пела во Всемирном молодёжном хоре, побывала на гастролях в Латинской Америке, Канаде, Эстонии, Литве, Финляндии и Швеции.
В 1998 году Шен получила грант Nany Philippart и благодаря этому смогла продолжить обучение в брюссельской «Музыкальной капелле королевы Елизаветы». После в течение двух лет занималась в Гилдхоллской школе музыки и театра в Лондоне с Верой Рожа, которая убедила Селин посвятить себя исполнению старинной музыки. Шен также посещала мастер-классы Жана-Поля Фушекура, Моник Дзанетти и Хельмута Дойча.
Известность Шен обрела в 1999 году, когда с Musica Antiqua Köln под руководством Рейнхарда Гебеля для Deutsche Grammophon участвовала в записи музыки для фильма «Король танцует».
Певица сотрудничает с ансамблями Musica Antiqua Köln, Il Fondamento, Ricercar Consort Филиппа Пьерло, Ensemble Clematis под руководством Леонардо Гарсиа-Аларкона, Capella Mediterranea, La Fénice.

## Репертуар
- Джанкарло Менотти: Люси, «Телефон, или Любовь втроём»;
- Франсис Пуленк: Тереза, «Груди Терезия»;
- Жорж Бизе: Фраскита, «Кармен»;
- Йозеф Гайдн: Грилетта, «Аптекарь»;
- Вольфганг Амадей Моцарт: Церлина, «Дон Жуан»; «Волшебная флейта»; «Коронационная месса»;
- Кристоф Виллибальд Глюк «Альцеста»;
- Франческо Кавалли «Гелиогабал»;
- Карл Орф: «Carmina Burana»;
- Габриэль Форе: «Реквием»;
- Иоганн Себастьян Бах: «Страсти по Иоанну».